# Edvard Larsen
Martin Edvard Larsen (né le 27 octobre 1881 à Oslo et décédé le 10 septembre 1914 dans la même ville) est un athlète norvégien spécialiste du triple saut. Affilié au Oslo IL, il mesurait 1,76 m pour 68 kg.

## Biographie

### Palmarès
| Date | Compétition           | Lieu      | Résultat | Performance |
| ---- | --------------------- | --------- | -------- | ----------- |
| 1908 | Jeux olympiques d'été | Londres   | 3e       | 14,39 m     |
| 1912 | Jeux olympiques d'été | Stockholm | 6e       | 14,06 m     |

### Records
| Épreuve     | Performance | Lieu    | Date |
| ----------- | ----------- | ------- | ---- |
| Triple saut | 14,39 m     | Londres | 1908 |